# Grace Communion International
Grace Communion International (GCI), tidigare The Radio Church of God (RCG) och Worldwide Church of God (WCG), är en kristen kyrka baserad i Glendora, Kalifornien, USA. 

## Historia
Kyrkan grundades 1934 i Oregon, USA av Herbert W. Armstrong. WCG hade under den kontroversielle Armstrong ett betydande inflytande på bland annat religiösa TV- och radiosändningar i USA och Europa. Efter Armstrongs död 1986 togs ledningen över av Joseph W. Tkach och därefter (1995) av dennes son Joseph Tkach Jr.. Under dessas ledning har man radikalt reviderat kyrkans lära och på många punkter tagit avstånd från Armstrongs förkunnelse, t.ex. om firandet av sabbaten och andra högtider, tiondegivande, antitrinitarism och ren föda. 1988 nådde kyrkan sitt hittills högsta medlemstal; 126 800 medlemmar. I takt med att kyrkan radikalt ändrat lära och blivit ett traditionellt evangelikalt trossamfund har en rad utbrytarkyrkor bildats och medlemstalet dalat. 
Nuvarande namn antogs 2009.

## Ämbeten
Under Armstrongs tid som ledare fanns en tydlig hierarki inom kyrkan.
Han själv var apostel, dvs WCG:s högste ledare.
Närmast under honom fanns evangelisterna Joseph W Tkach och Stanley Rader.
Under dem fanns, i fallande ordning, pastorer, förkunnande äldste och lokala äldste. 

## Medlemmar
GCI säger sig 2014 ha omkring 50 000 medlemmar i 100 länder och områden. GCI är medlem av National Association of Evangelicals.

## Avhoppare
- Church of God International (bildad 1978)
- Philadelphia Church of God (1989)
- Twentieth Century Church of God (1990)
- Church of God (Philadelphia Era) (1991)
- Church of the Great God (1992)
- Global Church of God (1992)
- United Church of God (1995)
- Church of God Fellowship (1992)
- Living Church of God (1998)
- Restored Church of God (1998)